# Estelle Evans
Estelle Rolle Evans (1 de outubro de 1906 – 20 de julho de 1985) foi uma atriz bahamense-americana durante o século XX. Algumas de suas aparições mais famosas foram nos filmes The Quiet One (1948), To Kill a Mockingbird (1962) e The Learning Tree (1969).
Evans era irmã das atrizes Rosanna Carter e Esther Rolle.

## Vida pessoal e morte
Evans nasceu Estelle Rolle em 1 de outubro de 1906, em Nassau, Bahamas, filha de Jonathan e Elizabeth Iris Rolle (nascida Dames). Ela era a mais velha de 18 filhos (incluindo as atrizes Rosanna Carter e Esther Rolle).
Evans era casada com Walter Evans. Os dois tiveram três filhas.
Evans interpretou Calpurnia na versão cinematográfica de To Kill a Mockingbird de 1962 e atuou em vários outros filmes e programas de televisão importantes. Por seu papel em The Learning Tree, ela recebeu o NAACP Image Award de Melhor Atriz em Filme.
Evans morreu em 20 de julho de 1985 aos 78 anos, na Cidade de Nova Iorque, e foi enterrada no Westview Community Cemetery em Pompano Beach, Flórida.

## Filmografia
| Título                     | Ano  | Personagem         | Notas                                     |
| -------------------------- | ---- | ------------------ | ----------------------------------------- |
| Daddy-Long-Legs            | 1919 |                    | Sem créditos                              |
| The Quiet One              | 1948 | A Mãe              | documentário                              |
| To Kill a Mockingbird      | 1962 | Calpurnia          |                                           |
| Naked City                 | 1963 | Guarda de passagem | série de televisão                        |
| The Learning Tree          | 1969 | Sarah              |                                           |
| The Jeffersons             | 1975 | Mary               | série de televisão                        |
| Good Times                 | 1975 | Alice              | série de televisão                        |
| A Piece of the Action      | 1977 | Alberta Ballard    |                                           |
| See China and Die          | 1981 | 1ª Empregada       | Telefilme                                 |
| The Clairvoyant            | 1982 | Francine           |                                           |
| Tales of the Unknown South | 1984 |                    | Telefilme, segmento "The Half-Pint Flask" |